# Ernst Koken
Ernst Hermann Friedrich Koken, född 29 maj 1860 i Braunschweig, död 21 november 1912 i Tübingen, var en tysk paleontolog.
Koken blev professor i mineralogi och geologi vid universitetet i Tübingen 1895. Bland hans skrifter kan nämnas Über die naturliche Systematik der Fische (1891), Die Vorwelt und ihre Entwickelungsgeschichte (1893) och Palæontologie und Descendenzlehre (1902).